# Luís Mendonça
Luís Carlos Ribeiro Nunes Mendonça (16 de janeiro de 1986) é um ciclista profissional português que corre atualmente na equipa Efapel.

## Palmarés
- 2018
  - Volta ao Alentejo[2]

- 2020
  - 1 etapa do Troféu Joaquim Agostinho